# Seven Sudamericano Femenino 2018
El Seven Sudamericano Femenino de noviembre de 2018 fue la decimoquinta edición del principal torneo femenino de rugby 7 organizado por Sudamérica Rugby y la Unión de Rugby del Uruguay
Como el año pasado, el torneo se disputó en la ciudad Montevideo, capital de Uruguay en el marco del Torneo Valentín Martínez que anualmente organiza el Carrasco Polo Club usando sus instalaciones. Participaron 8 selecciones de la región en busca de un lugar en los Juegos Panamericanos de 2019, y las plazas en juego para las etapas clasificatorias de Hong Kong y Langford del Circuito Mundial de Seven Femenino que organiza World Rugby.

## Equipos participantes
- Selección femenina de rugby 7 de Argentina (Las Pumas)
- Selección femenina de rugby 7 de Brasil (As Yaras)
- Selección femenina de rugby 7 de Chile (Las Cóndores)
- Selección femenina de rugby 7 de Colombia (Las Tucanes)
- Selección femenina de rugby 7 de Costa Rica (Las Guarias)
- Selección femenina de rugby 7 de Paraguay (Las Yacarés)
- Selección femenina de rugby 7 de Perú (Las Tumis)
- Selección femenina de rugby 7 de Uruguay (Las Teras)

## Clasificación

### Grupo A

#### Posiciones
| Pos. | Equipo     | Encuentros | Encuentros | Encuentros | Encuentros | Tantos  | Tantos    | Tantos     | Puntos |
| Pos. | Equipo     | jugados    | ganados    | empatados  | perdidos   | a favor | en contra | diferencia | Puntos |
| ---- | ---------- | ---------- | ---------- | ---------- | ---------- | ------- | --------- | ---------- | ------ |
| 1    | Brasil     | 3          | 3          | 0          | 0          | 125     | 7         | + 118      | 9      |
| 2    | Colombia   | 3          | 2          | 0          | 1          | 56      | 40        | + 16       | 6      |
| 3    | Perú       | 3          | 1          | 0          | 2          | 43      | 57        | - 14       | 3      |
| 4    | Costa Rica | 3          | 0          | 0          | 3          | 0       | 120       | - 120      | 0      |

Nota: Se otorgan 3 puntos al equipo que gane un partido, 1 al que empate y 0 al que pierda

#### Resultados
| 9 de noviembre | Colombia | 19 - 0 | Perú |  |  |

| 9 de noviembre | Brasil | 47 - 0 | Costa Rica |  |  |

| 9 de noviembre | Brasil | 38 - 7 | Perú |  |  |

| 9 de noviembre | Colombia | 37 - 0 | Costa Rica |  |  |

| 9 de noviembre | Perú | 36 - 0 | Costa Rica |  |  |

| 9 de noviembre | Brasil | 40 - 0 | Colombia |  |  |

### Grupo B

#### Posiciones
| Pos. | Equipo    | Encuentros | Encuentros | Encuentros | Encuentros | Tantos  | Tantos    | Tantos     | Puntos |
| Pos. | Equipo    | jugados    | ganados    | empatados  | perdidos   | a favor | en contra | diferencia | Puntos |
| ---- | --------- | ---------- | ---------- | ---------- | ---------- | ------- | --------- | ---------- | ------ |
| 1    | Argentina | 3          | 3          | 0          | 0          | 124     | 17        | + 77       | 9      |
| 2    | Paraguay  | 3          | 2          | 0          | 1          | 67      | 47        | + 20       | 6      |
| 3    | Chile     | 3          | 0          | 1          | 2          | 24      | 74        | - 50       | 4      |
| 4    | Uruguay   | 3          | 0          | 1          | 2          | 19      | 96        | - 77       | 1      |

Nota: Se otorgan 3 puntos al equipo que gane un partido, 1 al que empate y 0 al que pierda

#### Resultados
| 9 de noviembre | Paraguay | 26 - 7 | Uruguay |  |  |

| 9 de noviembre | Argentina | 38 - 0 | Chile |  |  |

| 9 de noviembre | Argentina | 58 - 0 | Uruguay |  |  |

| 9 de noviembre | Paraguay | 24 - 12 | Chile |  |  |

| 9 de noviembre | Uruguay | 12 - 12 | Chile |  |  |

| 9 de noviembre | Argentina | 28 - 17 | Paraguay |  |  |

## Play-off

### Cuartos de final
- 4.º Grupo A – 1.º Grupo B
- 3.º Grupo B – 2.º Grupo A
- 4.º Grupo B – 1.º Grupo A
- 3.º Grupo A – 2.º Grupo B

| 10 de noviembre | Costa Rica | 0 - 42 | Argentina |  |  |

| 10 de noviembre | Chile | 0 - 36 | Colombia |  |  |

| 10 de noviembre | Uruguay | 0 - 31 | Brasil |  |  |

| 10 de noviembre | Perú | 15 - 5 | Paraguay |  |  |

### Semifinales

#### Semifinales de Bronce
- Perdedores 4.º A – 1.º B vs 3.º B – 2.º A
- Perdedores 4.º B – 1.º A vs 3.º A – 2.º B

| 10 de noviembre | Chile | 24 - 0 | Costa Rica |  |  |

| 10 de noviembre | Paraguay | 28 - 0 | Uruguay |  |  |

#### Semifinales de Oro
- Ganadores 4.º A – 1.º B vs 3.º B – 2.º A
- Ganadores 4.º B – 1.º A vs 3.º A – 2.º B

| 10 de noviembre | Argentina | 22 - 17 | Colombia |  |  |

| 10 de noviembre | Brasil | 31 - 5 | Perú |  |  |

### Finales

#### 7.º puesto
| 10 de noviembre | Uruguay | 31 - 0 | Costa Rica |  |  |

#### Final de Bronce
| 10 de noviembre | Chile | 22 - 5 | Paraguay |  |  |

#### Final de Plata
| 10 de noviembre | Colombia | 10 - 5 | Perú |  |  |

#### Final de Oro
| 10 de noviembre | Brasil | 17 - 10 | Argentina |  |  |

| Bandera de Brasil    |
| Campeón Brasil       |
| Décimo cuarto título |

## Posiciones finales
| Posición | Selección  |
| -------- | ---------- |
| 1        | Brasil     |
| 2        | Argentina  |
| 3        | Colombia   |
| 4        | Perú       |
| 5        | Chile      |
| 6        | Paraguay   |
| 7        | Uruguay    |
| 8        | Costa Rica |

## Países clasificados a torneos intercontinentales
| Competencias                                    | Países clasificados                                         |
| ----------------------------------------------- | ----------------------------------------------------------- |
| Juegos Panamericanos de Lima 2019               | Perú (anfitrión) Brasil (clasificado previamente) Argentina |
| Clasificatorio al Circuito Mundial en Hong Kong | Brasil Argentina                                            |
| Clasificatorio al Circuito Mundial en Langford  | Brasil                                                      |